# 서신초등학교 (전북)
서신초등학교는 대한민국 전북특별자치도 정읍시 상평동에 있는 공립 초등학교이다.

## 학교 연혁
- 1962.06.08 정읍서국민학교 서신분교장 인가
- 1964.04.06 서신국민학교로 승격 개교
- 1984.03.02 서신국민학교 병설유치원 개설
- 1996.03.01 서신초등학교로 개명
- 2001.11.15 운동장 잔디 조성
- 2022.03.01 7학급 편성(특수학급 1학급 포함)
- 2022.03.01 제19대 송승용 교장 부임
- 2023.03.01 7학급 편성(특수학급 1학급 포함)

## 참고 자료
- 서신초등학교 - 한국교육학술정보원 학교알리미